# Hugo Ismael Medina Hernández
Hugo Medina (Hermosillo, Sonora, 27 de junio de 1979) es un escritor y maestro de creación literaria mexicano. Ganador del Concurso del Libro Sonorense en los géneros de poesía, ensayo, cuento y novela, en nueve ediciones. Ganador de los certámenes nacionales de poesía  Juegos Florales Nacionales Darío Galaviz Quezada; Premio “Alonso Vidal” de Hermosillo, Sonora, y el Premio Rodulfo Figueroa en Chiapas.

## Trayectoria
Es licenciado en Letras Hispánicas por la Universidad de Sonora  y tiene estudios de maestría en Letras Españolas por la Universidad Nacional Autónoma de México. Junto con el escritor Carlos Mal, fundó en el año 1998 el movimiento literario El Club Chufa, publicando a manera de manifiesto en formato fanzine la revista llamada El Club Chufa Zine, mediante la cual se burlaban y criticaban las modas regionalistas en materia de literatura en el estado de Sonora. También formó parte del consejo editorial de la revista estudiantil de la Escuela de Letras de la Universidad de Sonora Tiempo Espacio y participó en dos ocasiones en el Coloquio Internacional de Literatura Mexicana e Hispanoamericana.
De 2016 a 2018 impartió el taller de creación literaria “Los Ingredientes de la Poesía” en el programa Escuela de Escritores del Instituto Sonorense de Cultura, en la Biblioteca Pública Central de Hermosillo.
Fue beneficiario del Programa de Estímulo a la Creación y al Desarrollo Artístico y del Fondo Estatal para la Cultura y las Artes de Sonora (PECDA-FECAS) en el año 2015 en la categoría Autores con Trayectoria con el proyecto de ensayo Espiral infinita: poemas mexicanos del siglo XIX al siglo XXI.

## Obra
- Cuchillos afuera, Ayuntamiento Municipal de Hermosillo, 2003 (poesía)
- Boca de sombras, Instituto Sonorense de Cultura, 2006 (poesía)
- La soledad y el poder, Instituto Sonorense de Cultura, 2006 (ensayo)
- Necropulsiones, Instituto Sonorense de Cultura, 2009 (cuentos)
- Hedónico fragmentario, Instituto Sonorense de Cultura, 2010 (ensayo)
- De la hecatombe al éxtasis, Instituto Sonorense de Cultura, 2012 (ensayo)
- Historia natural del cáncer, Instituto Sonorense de Cultura, 2017 (poesía)
- Adamantium, Instituto Sonorense de Cultura/Bonobos, 2017 (poesía)
- Atractores Extraños,  Instituto Sonorense de Cultura/Typotaller, 2022 (poesía)
- Ciudades agridulces, Instituto Municipal de Cultura y Arte de Hermosillo/Mantis, 2022 (poesía).[6][7]

## Reconocimientos
- Ganador del Concurso del Libro Sonorense, en el género de cuento 2022, con la obra Los papeles amarillos.
- Ganador del Premio Nacional de Poesía Rodulfo Figueroa 2022, con la obra Okinawa UV.[8][9]
- Obtuvo el XIX Premio Nacional de Poesía Alonso Vidal 2021 con la obra Ciudades agridulces.
- Ganador del premio del Concurso del Libro Sonorense en el género de poesía 2020, con la obra Atractores extraños.[10]
- Obtuvo el premio del Concurso del Libro Sonorense en el género de novela 2018, con la obra Cool katana.
- Obtuvo el premio del Concurso del Libro Sonorense en el género de poesía 2017, con la obra Adamantium.
- Mención honorífica en el primer concurso estatal de ensayo convocado por el Consejo Estatal Electoral y de Participación Ciudadana de Sonora en diciembre de 2013 con el trabajo “Participación ciudadana: produciendo democracia”, publicado el libro Compendio de ensayos sobre participación ciudadana.
- Premiado en el Concurso del Libro Sonorense 2011, en género de ensayo, con el libro De la hecatombe al éxtasis.
- Ganó el premio nacional de poesía Juegos Florales del Carnaval Internacional de Guaymas, Sonora, 2010, con el libro Cancerígeno arcano.
- Obtuvo el premio del Concurso del Libro Sonorense en el género de ensayo 2009, con la obra Hedónico fragmentario.
- Ganador del Concurso del Libro Sonorense en género de cuento 2008, con la obra Necropulsiones.
- Premiado en el Concurso     del Libro Sonorense en género de ensayo 2005, con la obra La soledad y el poder en el mes de junio.
- Fue galardonado con el premio del Concurso del Libro Sonorense en el género de poesía 2005, con el poemario Boca de sombra.
- Ganó el primer lugar en los Juegos Florales Alonso Vidal, del Carnaval Internacional de Guaymas, Sonora; 2001.